# Gohar Kheirandish
Gohar Kheirandish (en persa: گوهر خیراندیش‎) es una actriz iraní nacida en Shiraz.

## Carrera
Mientras estudiaba y trabajaba en Teherán, Kheirandish empezó a trabajar en la televisión de su país. Su primera película, Days of Waiting, fue dirigida por Asghar Hashemi. Más adelante apareció en Lady, dirigida por Dariush Mehrjoyi. Ha registrado apariciones en otras producciones cinematográficas como Sheida (1999), Morabbaye shirin (2001), Invitation (2008) y Crazy (2014).

## Filmografía

### Cine y televisión
- 1987 - Days of Waiting
- 1988 - The Branches of Willow
- 1989 - Zir-e bamha-ye shahr
- 1989 - The Grand Day
- 1989 - Shab-e hadese
- 1991 - Madreseye piremardha
- 1991 - The Shadow of Imagination
- 1994 - Boo-ye khosh-e zendegi
- 1994 - A Man, a Bear
- 1995 - Chehre
- 1997 - Saghar
- 1999 - Baanoo
- 1999 - Sheida
- 2000 - The Mix
- 2001 - Morabbaye shirin
- 2002 - Low Heights
- 2002 - Nan va eshgh va motor 1000
- 2002 - Thirteen Cats on the Gabled Roof
- 2003 - The Fifth Reaction
- 2003 - Donya
- 2004 - Tradition of Lover Killing
- 2005 - Maxx
- 2006 - Bi Vafa
- 2007 - Ghaedeye bazi
- 2007 - The Forbidden Fruit
- 2007 - The Trial
- 2008 - Tambourine
- 2008 - Shirin
- 2008 - Invitation
- 2009 - Heartbroken
- 2010 - Setayesh
- 2010 - Mokhtarnameh
- 2010 - Dar Rah Vila
- 2011 - Along City
- 2011 - Smiling in the Rain
- 2011 - Okhtapus
- 2012 - Octopus1: White forehead
- 2012 - Migren
- 2012 - Growing in the Wind
- 2013 - Tehran 1500
- 2014 - Azar, Shahdokht Parviz and Others
- 2014 - Crazy
- 2018 - Pastarioni

## Premios y reconocimientos
- Ganadora del Crystal Simorgh en la edición 22 del Fajr Film Festival por Love Killing Tradition
- Ganadora de un diploma especial en la edición 20 del Fajr Film Festival por Low Altitude
- Ganadora del trofeo dorado en la edición 12 del Iranian Cinema House por Invitation
- Ganadora del trofeo dorado en la edición 7 del Iranian Cinema House por Fifth Reaction
- Ganadora del trofeo dorado en la edición 7 del Iranian Cinema House por World
- Ganadora del premio a mejor actriz en los Premios Writers & Critics por Low Altitude